# Hide and Seek (2000)
Hide and Seek ist ein kanadischer Thriller von Sidney J. Furie, der 2000 produziert wurde.

## Handlung
Die Eheleute Anne und Jack White sind beruflich erfolgreich. Nach dem zweiten Versuch einer künstlichen Befruchtung ist Anne schwanger. Das kinderlose Paar, Helen und Frank, entführt die schwangere Frau, weil Helen nach einem Abbruch nicht mehr schwanger werden kann. Sie täuschen einen Autounfall vor, Anne wird für tot erklärt. Das Entführerpaar hat es auf das Ungeborene abgesehen: Nach der Geburt soll die Mutter getötet werden. Die Kidnapper machen der werdenden Mutter weis, dass ihr in der Frauenklinik, wo Frank arbeitet, das befruchtete Ei Helens eingepflanzt worden sei. Anne schwankt zwischen Auflehnung und Resignation. Aber auch das psychopathische Entführerduo hat heftige Auseinandersetzungen: Frank wird von seiner Frau Helen erschlagen. Sterbend verrät er Anne, dass sie ihr eigenes und kein fremdes Kind austrage. Annes Ehemann Jack hat inzwischen begonnen, Nachforschungen anzustellen, er wird aber von Helen bewusstlos geschlagen. Nach einem erfolglosen Fluchtversuch überwältigt Anne Helen in einem Kampf und tötet sie. Die geschundenen Eheleute und das Neugeborene werden von der Rettung abtransportiert.

## Kritiken
- Ryan Cracknell schrieb im Apollo Guide, Jennifer Tilly spiele die psychopathische Helen großartig, könne aber nicht den Film vor dem Mittelmaß retten. Er verglich das Spiel von Tilly mit der Darstellung von Kathy Bates in Misery.[2]

- Durchgängig spannend, in der Darstellung der Grausamkeiten bisweilen übertrieben, das ist das Urteil des Filmkritikers Rainer Heinz im Lexikon des internationalen Films.[3]

- Die Filmbewertungsstelle Wiesbaden gab dem Film das Prädikat Wertvoll. In der Begründung im FBW-Gutachten heißt es u. a. wie folgt: Dies ist kein Film, der nachahmt, sondern der erfindet. Die visuelle Kraft ist beeindruckend, und auch die Tonebene ist sehr bewusst und sorgfältig gestaltet.[4]

## Verschiedenes
Der Thriller wurde in Winnipeg gedreht.